# 松平賴胤
松平賴胤（日语：／ Matsudaira Yoritane，1811年1月16日—1877年12月30日），日本江戶時代後期大名，讚岐高松藩第十代藩主。

## 生涯
松平賴胤是第八代藩主松平賴儀的次子，後為第九代藩主松平賴恕的養子。天保十三年（1842年）松平賴恕去世，他繼承家督位置。文久元年（1861年）讓位給養子賴聰（賴恕的第四子）及隱居。明治四年（1871年）搬往東京，至明治十年（1877年）去世，虛歲68歳。